# コンプトン・ジェネレーター

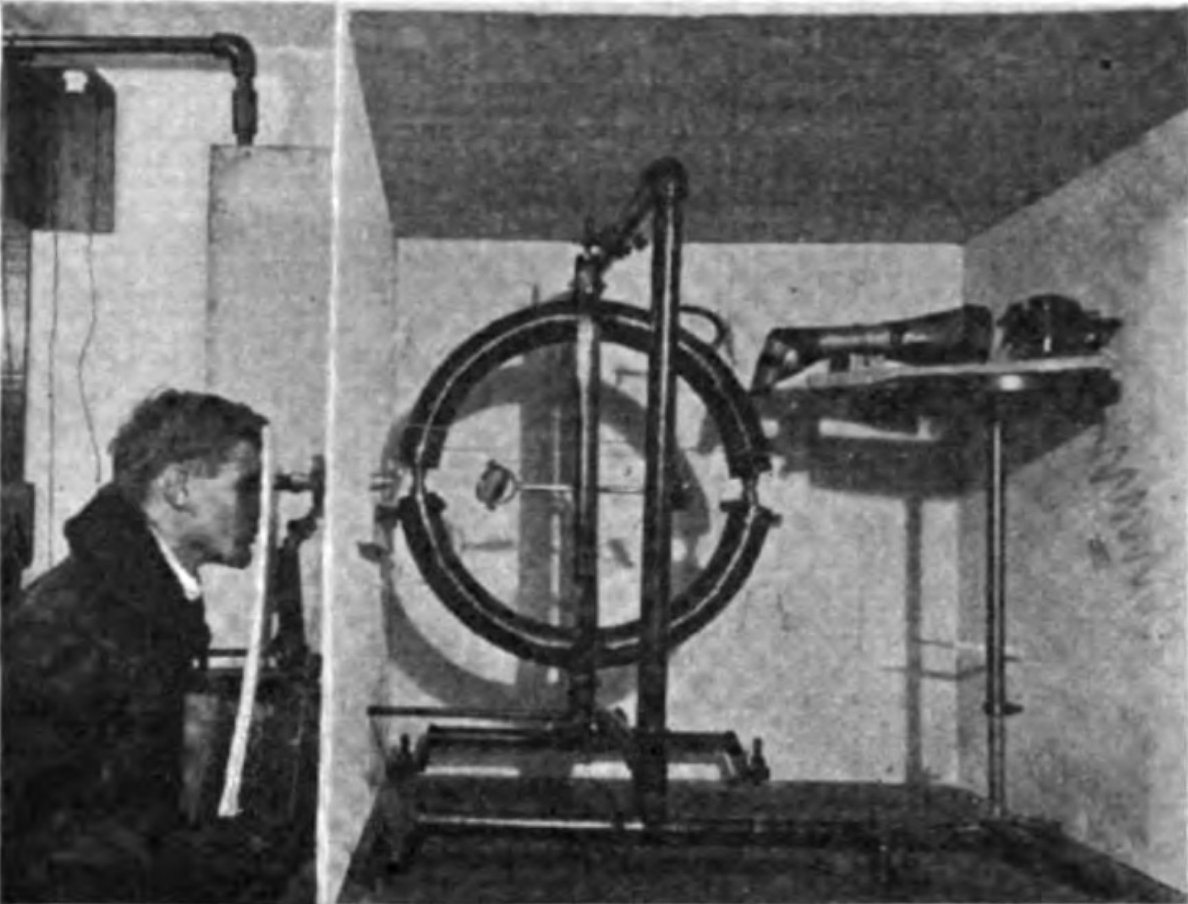
コンプトン・ジェネレーターを使い、地球の自転を観察している様子

コンプトン・ジェネレーター（英: Compton generator）またはコンプトン・チューブ（英: Compton tube）とは、フーコーの振り子やジャイロスコープと同じく地球の自転を観測する実験装置のことである。アメリカ合衆国の物理学者であるアーサー・コンプトンが、ウースター大学の学部生として在籍していた1913年に発表した。

## 構造

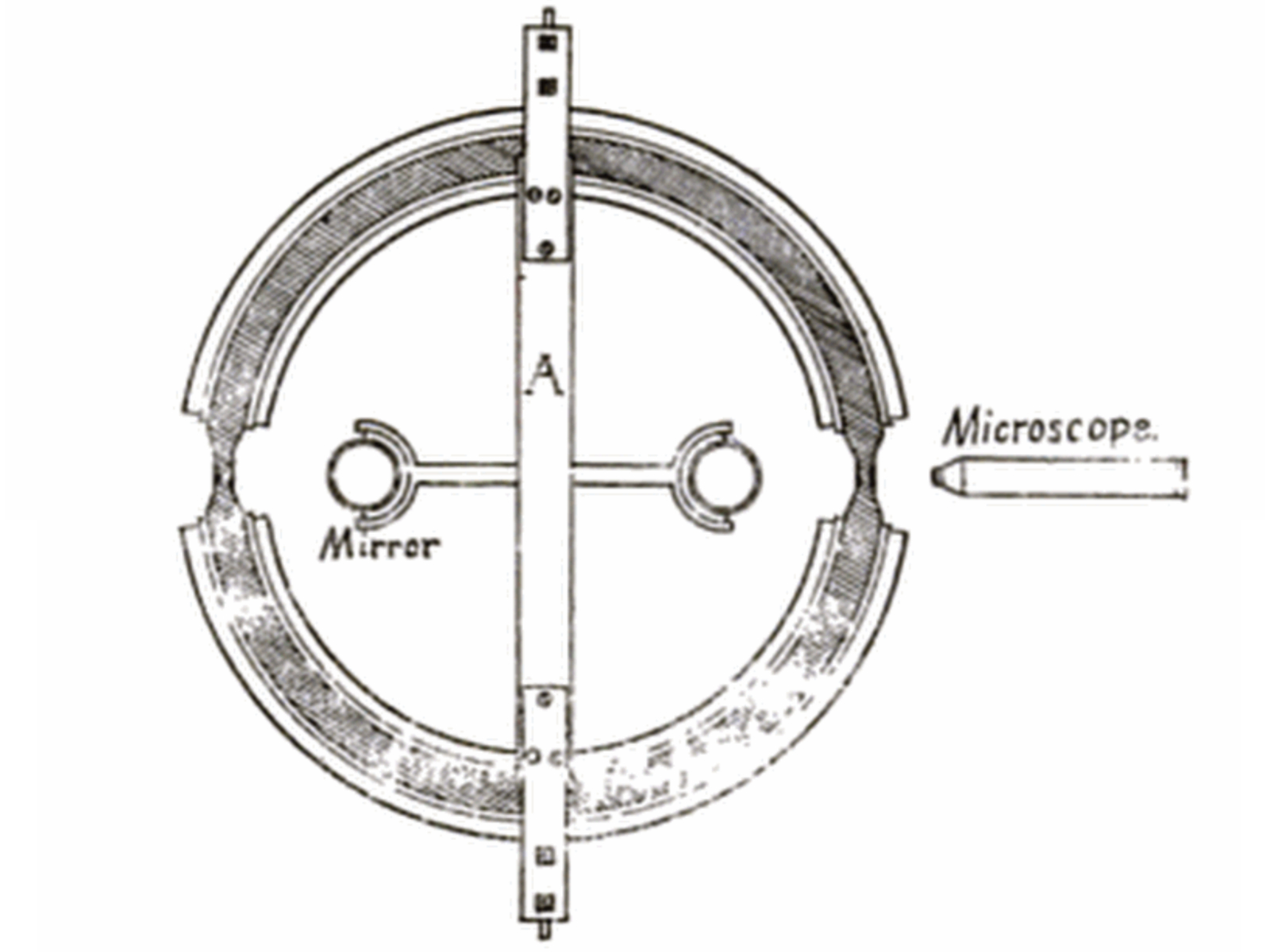
コンプトン・ジェネレーターの概念図。図中のAに当たる部分がリングの回転軸になる。

観測装置の主要な部分は、真鍮製の管をトーラス状のリングにしたものに、水を満たしてあるリング管である。トーラスの直径は45.7cm（18インチ）。またリング管の内径は25.4mm（1インチ）である。リング管の直径方向の2ヶ所を内径9.5mm（3/8インチ）まで絞り、ここにガラス窓をとりつけて観察窓とした。観察窓の部分の内径を細く絞っている理由は、水流発生時に流速を上げて観測を容易にするためである。
リング管の位置はリングの中心で直交する向きでリング管を固定する剛体の棒でリング全体を保持する。またこの剛体の棒は、リング管全体を回転する。
リング管を満たす水には、水とほぼ同等の比重の油を混ぜてよくかき混ぜた。このようにすることで水の中に均一に油球ができ、流速の観察が容易になる。
リング管の中での位置の違いによる水の温度差によって生じる対流を防止するため、ガラス管の観察窓の部分以外は断熱材で覆われている。コンプトンは摂氏4度で実験を行った。
リング面を水平に置き、回転軸を東西方向に合わせて、管内の水が静止した状態から180度回転させる。すると、リングの上から見た向きで左回りの水流が観察できる（北半球の場合）。ただし回転軸を南北方向に置いて180度回転しても水は流れない。
またリング面を垂直の状態からすばやく180度に反転させ、上下を反転させると、リング内の水流が東側で上昇し、西側で降下する現象が観察できる。ただしコンプトンの論文によると、垂直の状態からの実験ではリングの上部と下部で温度変化が生じないように断熱した小部屋に入れて観察を行う必要があった。

## 理論

### コリオリの力と流速（水平面からの反転）
コンプトン・ジェネレーターの回転により生じる流速と地球の自転から受けるコリオリの力の関係を導出する。ここで地球の自転の角速度{\displaystyle \omega }として、緯度{\displaystyle \lambda }の地表に南方向に{\displaystyle x}軸、東方向に{\displaystyle y}軸、天上方向に{\displaystyle z}軸として固定した運動座標系をとる。地球の自転の角速度成分{\displaystyle {\vec {\omega }}}は、以下の関係になる。
{\displaystyle {\vec {\omega }}=(-\omega \cos \lambda ,0,\omega \sin \lambda )}
次にリング内の水に生じるコリオリの力を考える。リングを円周方向に{\displaystyle x}軸からの角{\displaystyle \theta }部分の小片に生じるコリオリの力{\displaystyle F_{\theta }}について考える。リングの半径{\displaystyle R}とし、リング管の内径は{\displaystyle R}に対して十分に小さいとする。
ここでリングをy軸回り（東西方向を回転軸）に、角{\displaystyle \phi }、角速度{\displaystyle {\dot {\phi }}}で回転した状態を考える。ただしリングは水平（0度）から180度反転される。このとき、リングの角{\displaystyle \theta }部分の小片の位置ベクトル{\displaystyle {\vec {r}}}は、以下のようになる。
{\displaystyle {\vec {r}}=(R\cos \phi \cos \theta ,R\sin \theta ,R\sin \phi \cos \theta )}
また小片の速度ベクトル{\displaystyle {\vec {v_{r}}}}は、{\displaystyle {\vec {r}}}を時間微分し、以下のようになる。
{\displaystyle {\vec {v_{r}}}={\vec {\dot {r}}}=(-R{\dot {\phi }}\sin \phi \cos \theta ,0,R{\dot {\phi }}\cos \phi \cos \theta )}
{\displaystyle {\vec {r}}}と{\displaystyle {\vec {v_{r}}}}の外積を求めると、
{\displaystyle {\begin{aligned}{\vec {\omega }}\times {\vec {v_{r}}}&={\begin{vmatrix}{\hat {i}}&{\hat {j}}&{\hat {k}}\\-\omega \cos \lambda &0&\omega \sin \lambda \\-R{\dot {\phi }}\sin \phi \cos \theta &0&R{\dot {\phi }}\cos \phi \cos \theta \end{vmatrix}}\\&=-{\hat {j}}(-\omega \cos \lambda R{\dot {\phi }}\cos \phi \cos \theta +\omega \sin \lambda R{\dot {\phi }}\sin \phi \cos \theta )\\&=R\omega {\dot {\phi }}\cos \theta (\cos \lambda \cos \phi -\sin \lambda \sin \phi ){\hat {j}}\\&=R\omega {\dot {\phi }}\cos \theta \cos(\lambda +\phi ){\hat {j}}\end{aligned}}}
以上から、小片の水の質量{\displaystyle \Delta m}に働くコリオリの力{\displaystyle F_{j}}は
{\displaystyle F_{j}=-2\Delta m\cdot \left({\vec {\omega }}\times {\vec {v_{r}}}\right)=-2\Delta mR\omega {\dot {\phi }}\cos \theta \cos(\lambda +\phi ){\hat {j}}}
ここで、リングの中心を原点とする極座標でコリオリの力{\displaystyle F_{j}}を考えると、リングの周の接線方向に働く力成分{\displaystyle F_{\theta }}、動径方向に働く力成分{\displaystyle F_{r}}とすると、
{\displaystyle F_{\theta }=F_{j}\cdot \cos \theta }
{\displaystyle F_{r}=F_{j}\cdot \sin \theta }
コリオリ力によって発生する水流は、{\displaystyle F_{\theta }}によって生じることから
{\displaystyle F_{\theta }=F_{j}\cdot \cos \theta =-2\Delta mR\omega {\dot {\phi }}\cos ^{2}\theta \cos(\lambda +\phi ){\hat {e_{\theta }}}}
{\displaystyle F_{\theta tot}}
{\displaystyle {\begin{aligned}F_{\theta tot}&=\int _{0}^{2\pi }F_{\theta }d\theta \\&=-2\Delta m\int _{0}^{2\pi }R\omega {\dot {\phi }}\cos ^{2}\theta \cos(\lambda +\phi )d\theta \\&=-2\Delta mR\omega {\dot {\phi }}\cos(\lambda +\phi )\left[{\frac {1}{2}}\theta +{\frac {1}{4}}\sin 2\theta \right]_{0}^{2\pi }\\&=-2\pi \Delta mR\omega {\dot {\phi }}\cos(\lambda +\phi )\end{aligned}}}
リングの角{\displaystyle \theta }における小片の運動量{\displaystyle P_{\theta }}と力{\displaystyle F_{\theta }}の関係は以下のようになる。
{\displaystyle F_{\theta }={\frac {dP_{\theta }}{dt}}}
また、
{\displaystyle {\begin{aligned}{\frac {dP_{\theta }}{dt}}&\varpropto {\dot {\phi }}\cos(\lambda +\phi )=\cos(\lambda +\phi ){\frac {d\phi }{dt}}\\dP_{\theta }&\varpropto \cos(\lambda +\phi )d\phi \end{aligned}}}
以上から、リング面を水平位置から180度回転したときのリング内の水に生じる運動量{\displaystyle \langle P\rangle }は
{\displaystyle {\begin{aligned}\langle P\rangle &=\int _{0}^{\pi }F_{\theta tot}d\phi \\&=-2\pi \Delta mR\omega \int _{0}^{\pi }\cos(\lambda +\phi )d\phi \\&=-2\pi \Delta mR\omega \left\{\sin(\lambda +\pi )-\sin \lambda \right\}\\&=4\pi \Delta mR\omega \sin \lambda \end{aligned}}}
リング管の中の流体の全質量を{\displaystyle M}とすると
{\displaystyle M=\int _{0}^{2\pi }\Delta md\theta =2\pi \Delta m}
リング管の中の水の運動量{\displaystyle \langle P\rangle }と水流の速度{\displaystyle v_{th}}は運動量の定義から
{\displaystyle \langle P\rangle =M\cdot v_{th}=2\pi \Delta m\cdot v_{th}}
一方、リング面を水平位置から180度回転したとき、水は非圧縮でありリング内の水はすべて同じ流速度で流れると仮定する。従って、リング内の水流の速度{\displaystyle v_{th}}の理論値は、以下の式で求めることができる。
{\displaystyle v_{th}=2\omega R\sin \lambda }

### コリオリの力と流速（垂直面からの反転）
リング面を垂直位置から、東西方向に回転軸をとり、リングを180度回転したときの水流の速度{\displaystyle v_{tv}}は、水平面からの反転と同様の手順で求めると、以下のようになる。ただし地球の自転の角速度{\displaystyle \omega }、緯度{\displaystyle \lambda }、リングの半径{\displaystyle R}である。
{\displaystyle v_{tv}=2\omega R\cos \lambda }

### 実測による評価
理論式に従うと、東京（北緯35.0度）で半径50cmのコンプトン・ジェネレーターを水平から180度反転させて流速を測定すると、0.04 mm/s（分速2.5mm）となる。
コンプトンによる実験では、測定値が理論値から3%以内に収まったことが報告されている。

### その他
理論式から明らかなように、実験装置のリング管内の流速より、実験した場所の緯度を計算で求めることも可能である。逆に、実験装置を設置した位置の緯度がわかっていれば、地球の自転速度を求めることができる。